# Tazlina Lake
Der Tazlina Lake ist ein See im Süden von Alaska, 72 km nördlich der Stadt Valdez sowie 45 km westlich von Glennallen.

## Lage
Der Tazlina Lake ist ein Gletscherrandsee auf der Nordseite der Chugach Mountains. Der 158 km² große See liegt auf einer Höhe von 544 m. Der langgestreckte See führt vom südlichen Seeende 16 km nach Norden und wendet sich anschließend knapp 18 km nach Nordosten. Seine Breite beträgt im südlichen Seeabschnitt 5,5 km. Der Tazlina-Gletscher endet am südlichen Seeende. Der Nelchina River mündet am nordwestlichen Seeufer in den Tazlina Lake. Der Tazlina River, ein rechter Nebenfluss des Copper River, entwässert den See an dessen nordöstlichen Seeende. Der Glenn Highway verläuft knapp 10 km nördlich des Sees.